# Tsū (xarxa social)
Tsū és una xarxa social amb seu a Nova York. El seu nom ve del japonès. La grafia de Tsū és el caràcter japonès «ツ», que és similar a una careta somrient.
Tsū és una comunitat en línia única per als creadors de contingut i consumidors. A diferència de la majoria de les xarxes socials, Tsū creu fermament en recompensar als usuaris que contribueixen al creixement i l'èxit de la plataforma. Com a resultat, se serveixen anuncis i es comparteix fins a un 50 % dels ingressos amb els creadors de la plataforma #originalcontent de tot el món.
Tsū va ser creat per Evacuation Complete, LLC, una empresa de Texas, fundada el 7 de febrer de 2008 i venuda la idea el 2019. Els fundadors d'Evacuation Complete són Sebastian Sobczak, Drew Ginsburg i Thibault Boullenger. Tsū està obert a nous usuaris per mitjà d'invitacions.
Igual que a Facebook, en registrar-se a la web, els usuaris han de crear-se un perfil d'usuari i poden afegir amics, publicar missatges, estats i fotos, així com rebre notificacions d'altres usuaris. Tsū es diferencia d'altres xarxes socials similars en què és una plataforma que usa igual que Youtube l'economia compartida i dona pagaments als quals la utilitzen.
La inspiració de Tsū va venir de la història de Ed O'Bannon, el lead plaintiff en O'Bannon v. NCAA.
Tsū s'ha comparat bastant amb Ello, una xarxa social que rebutja vendre les dades d'usuaris com a producte; l'objectiu de Tsū és compartir els beneficis en compensació amb els usuaris. Aquest enfocament sembla donar a aquest servei algunes de les característiques típiques d'una estratègia de Màrqueting multinivell.
El 2 d'agost de 2016, sense previ avís als seus milions d'usuaris, Tsū va cessar les seves activitats, deixant un missatge als seus seguidors en el qual donen les gràcies, però sense majors explicacions sobre el motiu del seu tancament. Durant un mes va ser possible accedir perquè els usuaris poguessin descarregar tots els arxius que haguessin publicat a la xarxa social. Des del 31 d'agost de 2016, Tsū va tancar.
Al setembre de 2019, sota una nova adreça, Tsū va anunciar la seva reactivació